# Yutaka Demachi
Yutaka Demachi (出町 豊, Demachi Yutaka, né le 17 février 1935) est un joueur japonais de volley-ball qui remporte la médaille de bronze aux Jeux olympiques d'été de 1964.

## Palmarès

### Jeux olympiques
- Jeux olympiques de 1964 à Tokyo,  Japon
  -  Médaille de bronze.

### Jeux asiatiques
- Jeux asiatiques de 1962 à Jakarta,  Indonésie
  -  Médaille d'or.
- Jeux asiatiques de 1958 à Tokyo,  Japon
  -  Médaille d'or.